# Amàlia de Württemberg
Amàlia de Württemberg (alemany: Amalie von Württemberg)  (Wolany, Lower Silesian Voivodeship, 28 de juny de 1799 - Altenburg, 28 de novembre de 1848) Amàlia de Württemberg, duquessa de Saxònia-Altenburg. Duquessa de Württemberg amb el tractament d'altesa reial que contragué matrimoni amb el duc Josep I de Saxònia-Altenburg.

## Biografia
Nascuda a Wallisfurth el dia 28 de juny de 1799 essent filla del duc Lluís de Württemberg i de la princesa Enriqueta de Nassau-Weilburg.  Amàlia era neta per via paterna del duc Frederic II Eugeni de Württemberg i de la marcgravina Frederica de Brandenburg-Schwedt mentre que per via materna ho era del príncep Carles Cristià de Nassau-Weilburg i de la princesa Carolina d'Orange-Nassau.
El dia 24 d'abril de 1817 contragué matrimoni a Kirchheim amb el duc Josep I de Saxònia-Altenburg, fill del duc Frederic I de Saxònia-Altenburg i de la duquessa Carlota de Mecklenburg-Strelitz. La parella tingué sis filles:
- SA la princesa Maria de Saxònia-Altenburg, nada a Hildburghausen el 1818 i morta a Gmunden el 1907. Es casà amb el rei Jordi V de Hannover a Hannover el 1843.

- SA la princesa Paulina de Saxònia-Altenburg, nada a Kirchheim unter Teck el 1819 i morta a Hildburghausen el 1825.

- SA la princesa Enriqueta de Saxònia-Altenburg, nada a Hildburghausen el 1823 i morta a Altenburg el 1915.

- SA la princesa Elisabet de Saxònia-Altenburg, nada a Hildburghausen el 1826 i morta a Oldenburg el 1896. Es casà a Hildburghausen el 1852 amb el gran duc Pere II d'Oldenburg.

- SA la princesa Alexandra de Saxònia-Altenburg, nada a Altenburg el 1830 i morta a Sant Petersburg el 1911. Es casà a Sant Petersburg el 1848 amb el gran duc Constantí de Rússia.

- SA la princesa Lluïsa de Saxònia-Altenburg, nada a Altenburg el 1832 i morta a Hummelshain el 1833.

La duquessa Amàlia morí a Altenburg el dia 28 de novembre de 1848. Pocs dies abans, el seu marit fou obligat a abdicar en el marc de les revoltes de 1848 de caràcter liberal. Al duc Josep I de Saxònia-Altenburg el succeí el duc Jordi I de Saxònia-Altenburg germà seu.